# Dylatacja czasu
Dylatacja czasu – zjawisko różnic w pomiarze czasu dokonywanym równolegle w dwóch różnych układach odniesienia, z których jeden przemieszcza się względem drugiego. Pomiar dotyczy czasu trwania tego samego zjawiska. Zjawisko było przewidziane w szczególnej teorii względności Alberta Einsteina i następnie potwierdzone doświadczalnie.
Zjawisko dylatacji czasu jest sprzeczne z klasycznym postrzeganiem czasu leżącym u podstaw teorii względności Galileusza, która określała transformację odległości i niezmienność czasu przed przyjęciem szczególnej teorii względności.
Ogólna teoria względności opisuje natomiast zjawisko grawitacyjnej dylatacji czasu w pobliżu dużej masy. Tempo upływu czasu w układzie inercjalnym jest stałe, zaś spowolnienie czasu na powierzchni planet o małych masach, rotujących ze stałą prędkością niemierzalne. Przy wielkich, skoncentrowanych masach i prędkościach zbliżonych do prędkości światła w próżni, dylatacja czasu jest natomiast duża.
W ogólnej teorii względności dylatacja czasu tłumaczy wielkość siły grawitacji, przyjmując, że jest efektem zakrzywienia czasoprzestrzeni wokół masy.

## Wielkość dylatacji

### Dylatacja związana z prędkością (kinetyczna)
W szczególnej teorii względności czasy przebiegu tego samego zjawiska dla różnych obserwatorów są powiązane zależnością:
{\displaystyle \Delta t=\gamma \Delta t_{0},}
gdzie:
{\displaystyle \Delta t_{0}} – czas trwania zjawiska zarejestrowany przez obserwatora spoczywającego względem zjawiska,
{\displaystyle \Delta t} – czas trwania tego samego zjawiska zachodzącego w układzie odniesienia pierwszego obserwatora rejestrowany przez obserwatora poruszającego się względem pierwszego z prędkością {\displaystyle v,}
{\displaystyle \gamma ={\frac {1}{\sqrt {1-{\frac {v^{2}}{c^{2}}}}}}} – czynnik Lorentza,
{\displaystyle v} – względna prędkość obserwatorów,
{\displaystyle c} – prędkość światła w próżni.
| Prędkość jako % prędkości światła w próżni | Współczynnik dylatacji | Różnica w upływie czasu w % |
| ------------------------------------------ | ---------------------- | --------------------------- |
| 0                                          | 1                      | 0                           |
| 1                                          | 1,00005                | 0,005                       |
| 10                                         | 1,005                  | 0,5                         |
| 50                                         | 1,15                   | 15                          |
| 70                                         | 1,40                   | 40                          |
| 90                                         | 2,29                   | 129                         |
| 95                                         | 3,20                   | 220                         |
| 99                                         | 7,08                   | 608                         |
| 99,998                                     | 158,11                 | 15711                       |

Oznacza to, że gdy ogląda się kogoś lecącego rakietą z prędkością bliską prędkości światła w próżni, to wydarzenia we wnętrzu rakiety zachodzą bardzo wolno (dla obserwatora z Ziemi) – czas płynie w jej wnętrzu wolniej. Osoba lecąca rakietą dokonałaby identycznych obserwacji, patrząc na obserwatora na Ziemi.

### Dylatacja dla ruchu jednostajnie przyspieszonego
Droga przebyta po czasie {\displaystyle t} przy prędkości początkowej {\displaystyle v_{0}} i stałym przyspieszeniu {\displaystyle a} to:
{\displaystyle x=\left({\sqrt {1+{\frac {(at+v_{0}\gamma _{0})^{2}}{c^{2}}}}}-\gamma _{0}\right){\frac {c^{2}}{a}},\quad \mathrm {gdzie} \quad \gamma _{0}={\frac {1}{\sqrt {1-{\frac {v_{0}^{2}}{c^{2}}}}}}.}
Prędkość chwilowa to:
{\displaystyle v={\frac {at+v_{0}\gamma _{0}}{\sqrt {1+{\frac {\left(at+v_{0}\gamma _{0}\right)^{2}}{c^{2}}}}}}.}
Czas który minął w spoczywającym układzie odniesienia:
{\displaystyle t={\frac {1}{a}}\left(-v_{0}+{\frac {1}{c}}{\sqrt {v_{0}^{2}c^{2}+x^{2}a^{2}+2xac{\sqrt {c^{2}+v_{0}^{2}}}}}\right),}
gdy przyspieszany obiekt znajduje się w miejscu {\displaystyle x.}
Czas mierzony w przyspieszanym obiekcie względem czasu układu odniesienia
{\displaystyle t'={\frac {c}{a}}\ln \left[\left({\sqrt {c^{2}+v_{0}^{2}}}-v_{0}\right){\frac {{\sqrt {c^{2}+(at+v_{0})^{2}}}+at+v_{0}}{c^{2}}}\right].}

### Dylatacja grawitacyjna
Spowolnienie szybkości biegnięcia czasu, jako funkcja odległości (r) od środka masy (m), zapadłej poniżej promienia Schwarzschilda (rsch), w spoczynku, wyraża się przez wzór:
{\displaystyle \gamma ={\frac {1}{\sqrt {1-{\frac {r_{sch}}{r}}}}}={\frac {1}{\sqrt {1-{\frac {2Gm}{c^{2}r}}}}},}
gdzie:
{\displaystyle r_{sch}} – promień Schwarzschilda {\displaystyle r_{sch}={\frac {2Gm}{c^{2}}},}
{\displaystyle G} – stała grawitacji Newtona (6,67·10−11 m³/kgs²),
{\displaystyle c} – prędkość światła w próżni (3·108 m/s).
Grawitacyjna dylatacja czasu jako szczególny przypadek zawiera kinetyczną dylatację czasu, mimo że ta druga zachodzi także w płaskiej czasoprzestrzeni. W ogólności czas może spowalniać jak i przyspieszać wraz ze wzrostem grawitacji (mierzonej np. skalarem Kretschmanna), nawet w czasoprzestrzeni Schwarzschilda. We wszechświecie statycznym Einsteina natomiast czasoprzestrzeń jest zakrzywiona, ale nie występuje dylatacja czasu pomiędzy nieporuszającymi się względem siebie obserwatorami.

## Znaczenie w technologii
Zjawiska związane z dylatacją czasu stają się istotne w przypadku niektórych technologii, np. elektroniki, nanotechnologii lub techniki satelitarnej. Zmiany związane z dylatacją czasu musiały zostać uwzględnione między innymi w systemach nawigacji satelitarnej, np. w amerykańskim systemie GPS.

## Dylatacja czasu w fantastyce naukowej
Ponieważ dylatacja czasu umożliwia naukowo podtrzymane podróżowanie w czasie, zjawisko to stało się popularnym tematem w literaturze i filmach science fiction. Często porusza się kwestie przekroczenia granicy prędkości światła w próżni lub wkroczenia do wnętrza czarnej dziury, co pobudziło fantazję autorów do szukania sposobu na podróż wstecz w czasie. W rzeczywistości uwzględnienie samej dylatacji we wzorze na prędkość udowadnia, że przekroczenie prędkości światła jest niemożliwe. Więcej na ten temat można się dowiedzieć pod hasłem podróże w czasie jako motyw literacki i filmowy.